# Alan Aguilar
Alan Josué Aguilar Aldana, noto semplicemente come Alan Aguilar (2 dicembre 1989), è un giocatore di calcio a 5 guatemalteco.

## Carriera
Aguilar ha disputato, con la nazionale guatemalteca, quattro edizioni della Coppa del Mondo e altrettante del campionato nordamericano.